# Brachynomada roigi
Brachynomada roigi är en biart som beskrevs av Rozen 1994. Brachynomada roigi ingår i släktet Brachynomada och familjen långtungebin. Inga underarter finns listade.